# Adrine Monagi
Adrine Monagi (Ramu, 8 giugno 1995) è una multiplista, velocista e ostacolista papuana.

## Palmarès
| Anno | Manifestazione                | Sede         | Evento                 | Risultato | Prestazione | Note             |
| ---- | ----------------------------- | ------------ | ---------------------- | --------- | ----------- | ---------------- |
| 2012 | Campionati oceaniani          | Cairns       | 4×100 m                | Bronzo    | 50"65       |                  |
| 2012 | Campionati oceaniani juniores | Cairns       | 100 m piani            | Bronzo    | 12"76       |                  |
| 2012 | Campionati oceaniani juniores | Cairns       | 200 m piani            | Argento   | 26"15       |                  |
| 2013 | Mini-Giochi del Pacifico      | Mata Utu     | 4×100 m                | Oro       | 46"75       |                  |
| 2014 | Mondiali juniores             | Eugene       | 100 m piani            | Batteria  | 12"79       |                  |
| 2014 | Campionati oceaniani juniores | Avarua       | Lancio del giavellotto | Oro       | 38,26 m     |                  |
| 2014 | Campionati oceaniani juniores | Avarua       | Eptathlon              | Argento   | 4226 p.     |                  |
| 2014 | Giochi del Commonwealth       | Glasgow      | 100 m piani            | Batteria  | 12"83       |                  |
| 2014 | Giochi del Commonwealth       | Glasgow      | 200 m piani            | Batteria  | 26"71       |                  |
| 2015 | Giochi del Pacifico           | Port Moresby | 100 m piani            | 4ª        | 12"72       |                  |
| 2015 | Giochi del Pacifico           | Port Moresby | 4×100 m                | Argento   | 46"27       |                  |
| 2015 | Giochi del Pacifico           | Port Moresby | Salto in lungo         | Argento   | 5,76 m      |                  |
| 2015 | Giochi del Pacifico           | Port Moresby | Eptathlon              | Oro       | 5019 p.     |                  |
| 2017 | Campionati oceaniani          | Suva         | 100 m hs               | 4ª        | 14"86       |                  |
| 2017 | Campionati oceaniani          | Suva         | Eptathlon              | Oro       | 4639 p.     |                  |
| 2017 | Mini-Giochi del Pacifico      | Port Vila    | 100 m hs               | Oro       | 14"65       |                  |
| 2017 | Mini-Giochi del Pacifico      | Port Vila    | Salto in lungo         | Bronzo    | 5,59 m      |                  |
| 2017 | Mini-Giochi del Pacifico      | Port Vila    | Eptathlon              | Oro       | 4837 p.     |                  |
| 2018 | Giochi del Commonwealth       | Gold Coast   | 100 m hs               | Batteria  | 13"92       |                  |
| 2019 | World Relays                  | Yokohama     | 4×200 m                | Batteria  | 1'43"85     | Record nazionale |
| 2019 | World Relays                  | Yokohama     | Staffetta hs mista     | Batteria  | 67"32       |                  |
| 2019 | Campionati oceaniani          | Townsville   | 100 m piani            | Batteria  | 12"73       |                  |
| 2019 | Campionati oceaniani          | Townsville   | 100 m hs               | 6ª        | 14"45       |                  |
| 2019 | Campionati oceaniani          | Townsville   | 4×100 m                | Bronzo    | 47"08       |                  |
| 2019 | Giochi del Pacifico           | Apia         | 100 m piani            | 8ª        | 12"50       |                  |
| 2019 | Giochi del Pacifico           | Apia         | 100 m hs               | Argento   | 13"99       |                  |
| 2019 | Giochi del Pacifico           | Apia         | 4×100 m                | Argento   | 45"97       |                  |
| 2019 | Mondiali                      | Doha         | 100 m hs               | Batteria  | 14"00       |                  |
| 2022 | Giochi del Commonwealth       | Birmingham   | 100 m hs               | Batteria  | 13"84       | w                |
| 2022 | Giochi del Commonwealth       | Birmingham   | 4x100 m                | Batteria  | 45"38       | Record nazionale |
| 2024 | Mondiali indoor               | Glasgow      | 60 m hs                | Batteria  | dnf         |                  |